# کلیسای صلیب مقدس (درسدن)
کلیسای صلیب مقدس (انگلیسی: Kreuzkirche, Dresden) یک لوتران در درسدن، آلمان است. این کلیسا مقر اصلی کلیسای انجیلی-لوتری زاکسن و بزرگ‌ترین ساختمان کلیسا در ایالت آزاد ساکسونی است. همچنین خانه گروه کر پسران Dresdner Kreuzchor است.
مرثیه آلمانی چگونه به گوشه نشسته این دیار برای نخستین بار در ویرانه‌های این کلیسا اجرا شد.